# 蕭顯輝
蕭顯輝（Siu Hin Fai，1958年—2008年4月7日），是已故香港麗的電視劇集編導及無綫電視監製。

## 生平
蕭顯輝於1978年他加入麗的電視，1980年已晉升成為編導，1982年跟隨著名監製蕭笙並一同轉投無綫電視，1985年晉升為無綫電視劇集監製，在2004年後，就完成《鳳舞香羅》後離開無綫電視，至2008年4月7日，他生前於家中因跌倒昏迷失救逝世，終年五十歲。

## 作品列表（麗的電視）
- 1979年：情人箭
- 1979年：天蠶變
- 1979年：怒劍鳴
- 1980年：湖海爭霸錄
- 1980年：大地恩情
- 1980年：四口之家
- 1981年：少年黃飛鴻
- 1981年：武俠帝女花

## 作品列表（無綫電視）
- 1982年：天龍八部之六脈神劍 - 編導
- 1982年：天龍八部之虛竹傳奇 - 編導
- 1985年：薛仁貴征東
- 1986年：薛丁山征西、高材生、薛剛反唐
- 1987年：工字打出頭、鐳射青春、新紮師兄1988
- 1988年：嬴單傳奇
- 1989年：鐵血大旗門、晉文公傳奇
- 1991年：天龍奇俠、皇家鐵馬
- 1992年：大地飛鷹、水滸英雄傳
- 1993年：妙探出更、精武五虎、南俠展昭
- 1994年：螳螂小子
- 1995年：白髮魔女傳、尋龍劍俠賴布衣
- 1996年：天降財神、隋唐群英會
- 1997年：苗翠花、圓月彎刀、真命天師
- 1998年：花木蘭、冤家宜結不宜解
- 1999年：全院滿座、洗冤錄
- 2000年：醫神華佗
- 2001年：七姊妹
- 2003年：九五至尊、洗冤錄II
- 2004年：七號差館、水滸無間道
- 2005年：鳳舞香羅